# Besættelsesfilmen - Krigens Spor i dansk Natur
Besættelsesfilmen - Krigens Spor i dansk Natur er en dansk dokumentarfilm fra 1946.

## Handling
Optagelser af modstandskæmpere i København, ødelæggelser efter krigen, militær - tyskere og allierede, Montgomery, krigens spor i reservater og terræner, Gneisenau-stillingen på Fanø, kanoner, bunker indefra, kanonerne fra det sænkede slagskib Admiral Tirpitz og den aldrig fuldførte Tirpitz-stillingen ved Blåvandshuk, Ål plantage, flaskemine, Flygtningelejren i Oksbøl, flygtningebørn, tysk kirkegård og grav, Nymindegab, bunker, Vestkysten, fra stillingen ved Houvig, ødelagt tysk radaranlæg (slut spole 1).
Ved strand, klitter, krigsefterladenskaber, sprængningskratere ved Fjand, Karup flyveplads, falske maskiner af krydsfiner spredt i en lille plantage skulle narre angribere, Gedhus plantage ved Karup, Tirstrup flyveplads på Djursland, Århus-Grenå landevej, det store reservat ved Hanstholm og Hanstholm by, barakkerne ved Ræer med den tvangsevakuerede danske befolkning, tyskernes biograf til 1600 mand, minefelter og græssende får, ammunitionslagre i klitterne, tysk radartårn, skyttegrave, kanonstillinger, strand.